# Vallon de Réchy
Le vallon de Réchy est une petite vallée sur les communes de Mont-Noble, Grône et Chalais en Suisse. Situé entre le val d'Hérens et le val d'Anniviers, le vallon de Réchy est une des réserves naturelles du Valais. Sa longueur est de 11 km et la rivière qui s'écoule porte le nom de Rèche ; c'est un affluent du Rhône.

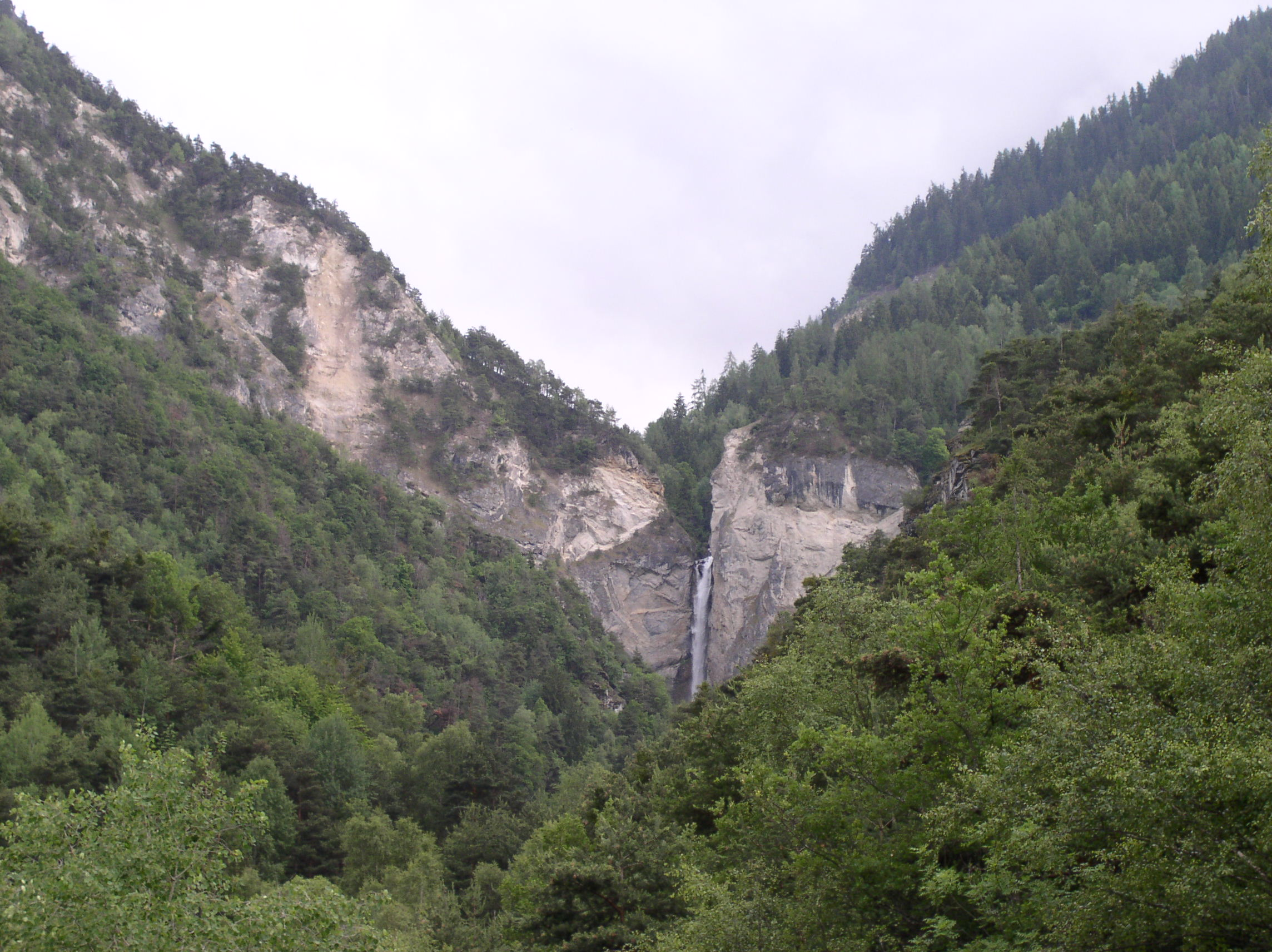
Le vallon de Réchy et sa cascade vus depuis la vallée du Rhône.
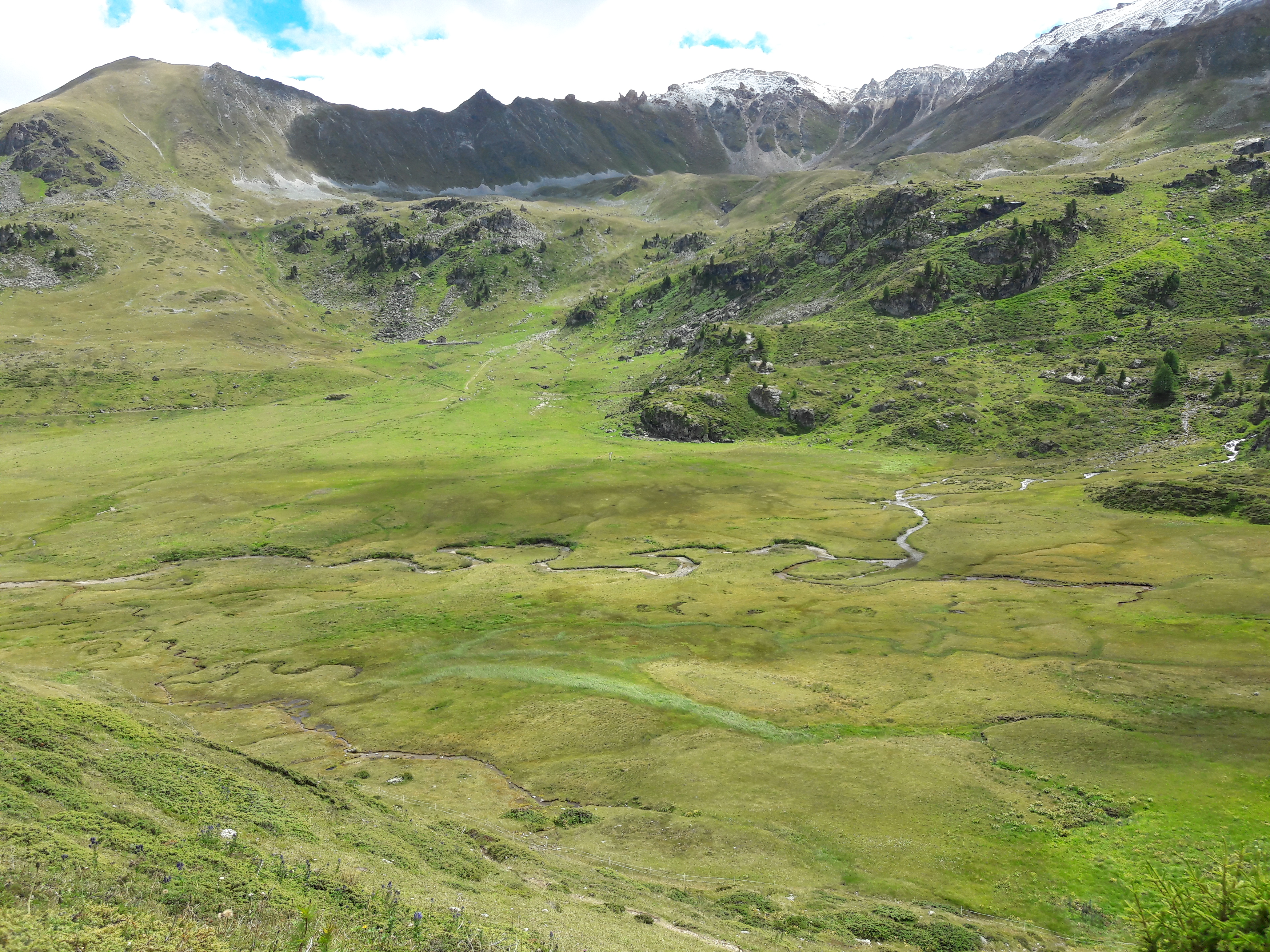
Plateau de l'Ar du Tsan, dans le vallon moyen.